# Stefan Havadi-Nagy
Stefan Havadi-Nagy (* 1954 in Sibiu, Rumänien) ist ein rumänischer Fotograf, bekannt für seine Available-Light-Fotografie.

## Leben und Werk
1988 wanderte der studierte Diplom-Ingenieur mit seiner Familie nach Deutschland aus. Sein Leben änderte sich mit 50, als er neue Herausforderungen suchte und seine  künstlerischen Ideen umsetzte.

## Ausstellungen
- 2007: Primo Piano Livingallery, Lecce Italien, Glocal Bodies, Extasy-ON, Il mito della notte
- 2008: Primo Piano Livingallery, Lecce Italien, American´s sandwitch, Super Reality, Chaos and limits of his representation und Galleria Centro Storico, Florence Italien, Firenze Olimpia
- 2009:
  - Gallery Gora, Montreal Kanada, Exposition Collective
  - Gallery Lennox Contemporary, Toronto Kanada, Winter Energy
  - JMA Gallery, Wien Österreich, Salvador Dalí & Co
  - Galleria Il Bracolo, Rom Italien, MayArt
  - Primo Piano Livingallery, Lecce Italien, Sens-Aktions, Fragile Skin
  - Provincial Cultural Centre, Venado Tuerto Argentinien, Arte Contemporaneo Internacional en  Argentina 2009
  - Barak-art sala de exposiciones, Rosario Argentinien, Arte Contemporaneo Internacional en Argentina 2009
- 2010:
  - Galerie QQTec, Hilden Deutschland, Energie
  - Primo Piano Livingallery, Lecce Italien, NUAGES, Cadavre Exquise
  - Kunst und Ausstellungshalle, Siegburg Deutschland, Kunst Sommer International
  - Eduard Vilde Museum, Tallinn Estland, Join Art
  - Hamburg Messe, Hamburg Deutschland, Du Und Deine Welt
  - Travelgallery, Wien Österreich, United Cultures
- 2011:
  - Gallery - M, Wien Österreich, In Vivid Color
  - Primo Piano Livingallery, Lecce Italien, Pop Revolution
  - Viena-Travelgallery, Wien Österreich, Erotik al dente revival
  - Bochumer Kunstmeile Galerie P5, Bochum Deutschland, urban nights
- 2012:
  - Latino Art Museum, Pomona Art Colony USA, Mother Earth and Poetry Month,Only for men
  - Domus Talenti, Rom Italien, Danza con L`Arte
  - Keller der kleine Künste, München Deutschland, das ist doch alles nur geklaut
  - Museo Autonomo e Alternativo, Napoli Italien, VentiPerVenti 2012
- 2013:
  - Travelgallery, Wien Österreich, LunaDream
  - Eduard Vilde Museum, Tallinn Estland, A bridge across Europe
  - Primo Piano Livingallery, Lecce Italien,Global Connection Show Italy Calls The World
  - La casa delle Culture del Mondo, Milano Italien,So far so close
  - Keller der kleine Künste, München Deutschland, BewegungsARTen
- 2014:
  - Mu.MA Galata Museo del Mare, Genua Italien,With the fjords in the eye. Tribute to Munch’s Scream
  - O3 Gallery, Oxford Castle, Oxford Großbritannien, Animal house

## Auszeichnungen
- Associazione Galleria „Centro Storico“ di Firenze: Premio „Dea Minerva“ 2008
- Galleria d’ Arte Moderna Alba – Ferrara: Premio Alba 2008 und Diploma di Merito